# باولو نوجيرا نيتو
باولو نوجيرا نيتو (بالبرتغالية: Paulo Nogueira Neto‏)‏ (18 أبريل 1922 في ساو باولو - 25 فبراير 2019 في ساو باولو) أستاذ جامعي، وباحث، وعالم بيئة من البرازيل.

## الجوائز
- جائزة جيه بول جيتي للريادة في الحفاظ على الطبيعة [الإنجليزية]‏
- وسام الصليب الجنوبي
- نيشان ريو برانكو من رتبة قائد